# St-Joseph-des-Carmes (Paris)

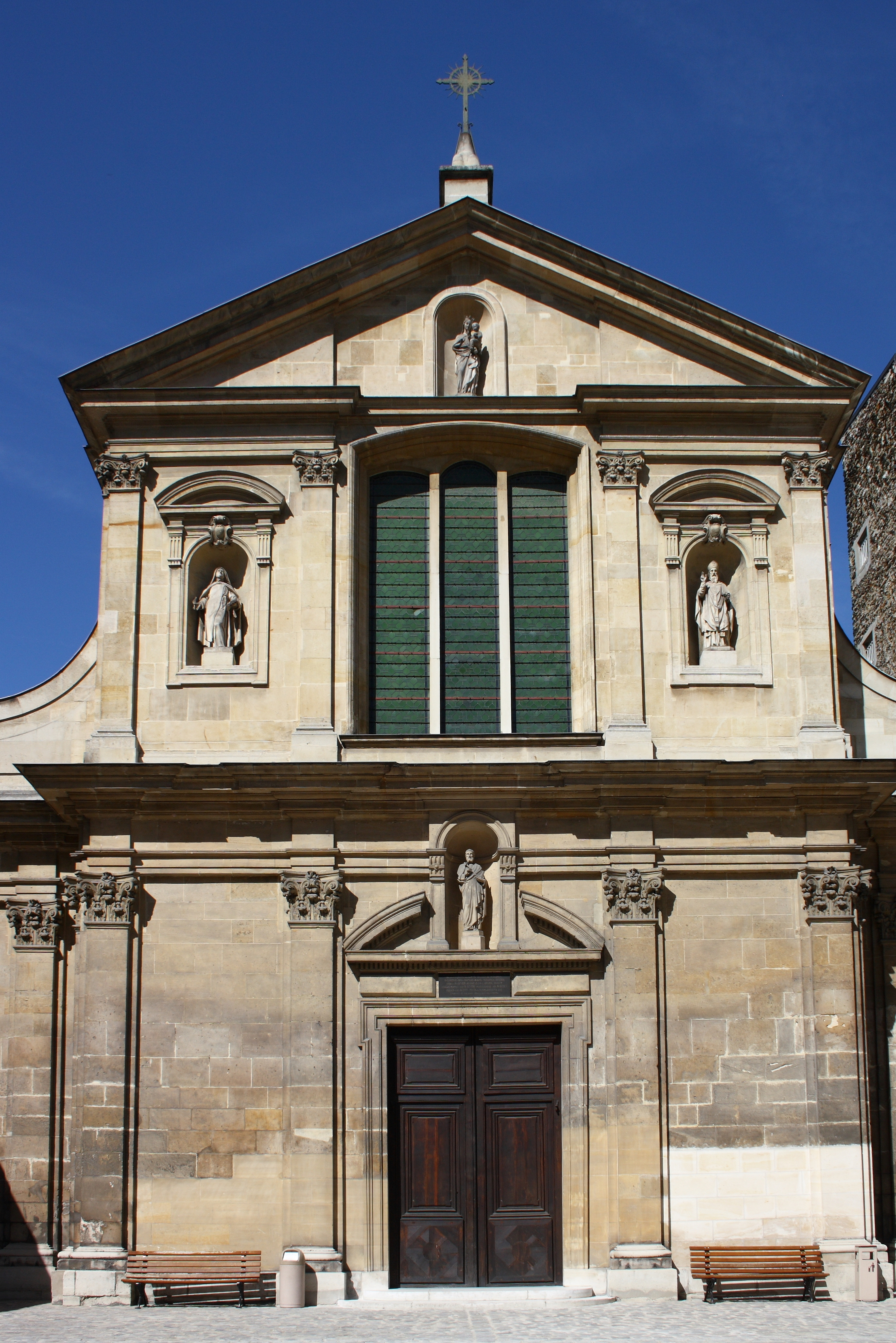
Ehemalige Karmeliterkirche Saint-Joseph-des-Carmes, Eingangsfassade

Die römisch-katholische Kirche Saint-Joseph-des-Carmes in der Rue de Vaugirard Nr. 70 im 6. Arrondissement von Paris wurde zu Beginn des 17. Jahrhunderts nach dem Vorbild der Kirche Il Gesù in Rom errichtet. Sie ist eines der ersten barocken Kirchengebäude von Paris und der zweite Kuppelbau nach der Chapelle des Louanges, der Kapelle der Petits Augustins, die heute zur École Nationale Supérieure des Beaux-Arts gehört. Die nächsten Métrostationen sind Rennes der Linie 12 und Saint-Placide der Linie 4. 1910 wurde die Kirche Saint-Joseph-des-Carmes in die Liste der französischen Baudenkmäler als Monument historique aufgenommen.

## Geschichte
Um 1610 ließen sich Unbeschuhte Karmeliten, die aus Genua kamen, in der Rue de Vaugirard in Paris nieder und errichteten dort ein Kloster. Im Jahr 1613 legte Maria von Medici den Grundstein für die Kirche, die 1620 fertiggestellt war. 1625 wurde sie dem heiligen Joseph geweiht. Der Name des Architekten ist nicht überliefert. Wegen des italienischen Einflusses vermutet man Jacques Lemercier, der 1612 von seinem Romaufenthalt nach Paris zurückgekehrt war.
Nachdem die Klöster in Frankreich während der Französischen Revolution aufgelöst worden waren, diente das Pariser Karmeliterkloster ab August 1792 als Gefängnis. Hier wurden Priester untergebracht, die sich weigerten, den Eid auf die Zivilverfassung des Klerus abzulegen. 115 der 186 inhaftierten Priester wurden im Zuge der Septembermassaker 1792 neben anderen dort untergebrachten Gefangenen ermordet.
1797 kaufte eine Karmelitin, Camille de Soyécourt, die Kirche und einen Teil der ehemaligen Konventsgebäude und richtete wieder ein Kloster ein. 1845 verkaufte sie die Gebäude an die Diözese Paris, die 1875 dort das Institut Catholique de Paris unterbrachte. Seit 1901 sind die ehemaligen Konventsgebäude und die Kirche im Besitz der Stadt Paris.

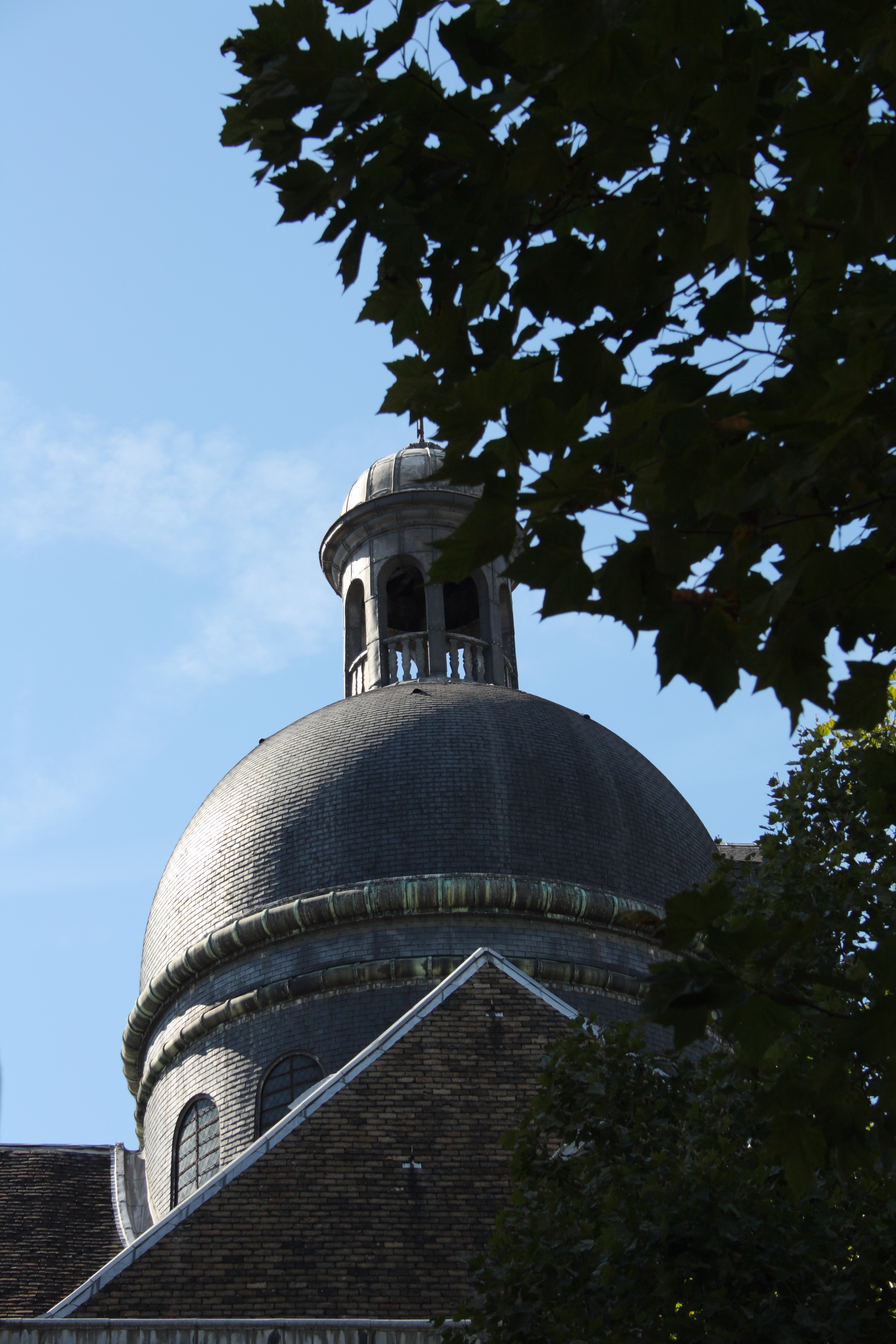
Kuppel

## Architektur

### Außenbau
Über der Vierung erhebt sich die von einer Laterne bekrönte, schiefergedeckte Kuppel. Die im 19. Jahrhundert erneuerte Eingangsfassade ist durch weit ausladende Gesimse in zwei Stockwerke unterteilt. Sie wird von flachen Pilastern mit Kompositkapitellen gegliedert und oben von einem Dreiecksgiebel abgeschlossen, in dessen Mitte eine Nische mit einer Marienfigur eingeschnitten ist. Das Zentrum der Fassade wird von einem großen, dreiteiligen Fenster durchbrochen. In den seitlichen Nischen stehen die Skulpturen der heiligen Theresa von Ávila und des heiligen Joseph, des Schutzpatrons der Kirche. Der Segmentgiebel über dem Eingangsportal ist ebenfalls von einer Figurennische durchbrochen. Die Voluten zu beiden Seiten der Fassade verdecken die Strebepfeiler des Kirchenschiffs.

### Innenraum
Das einschiffige Langhaus ist in zwei Joche unterteilt und wird von einem Tonnengewölbe gedeckt. Große Rundbogenarkaden, die auf mächtigen Pfeilern mit Pilastervorlagen in gemalter Marmorimitation aufliegen, öffnen sich auf beiden Seiten zu schmalen Kapellen. Die Querschiffarme sind nicht tiefer als die Seitenkapellen, weisen jedoch die gleiche Breite wie das Schiff auf. Der ehemalige Chor der Ordensbrüder wird heute durch den Hauptaltar verdeckt.

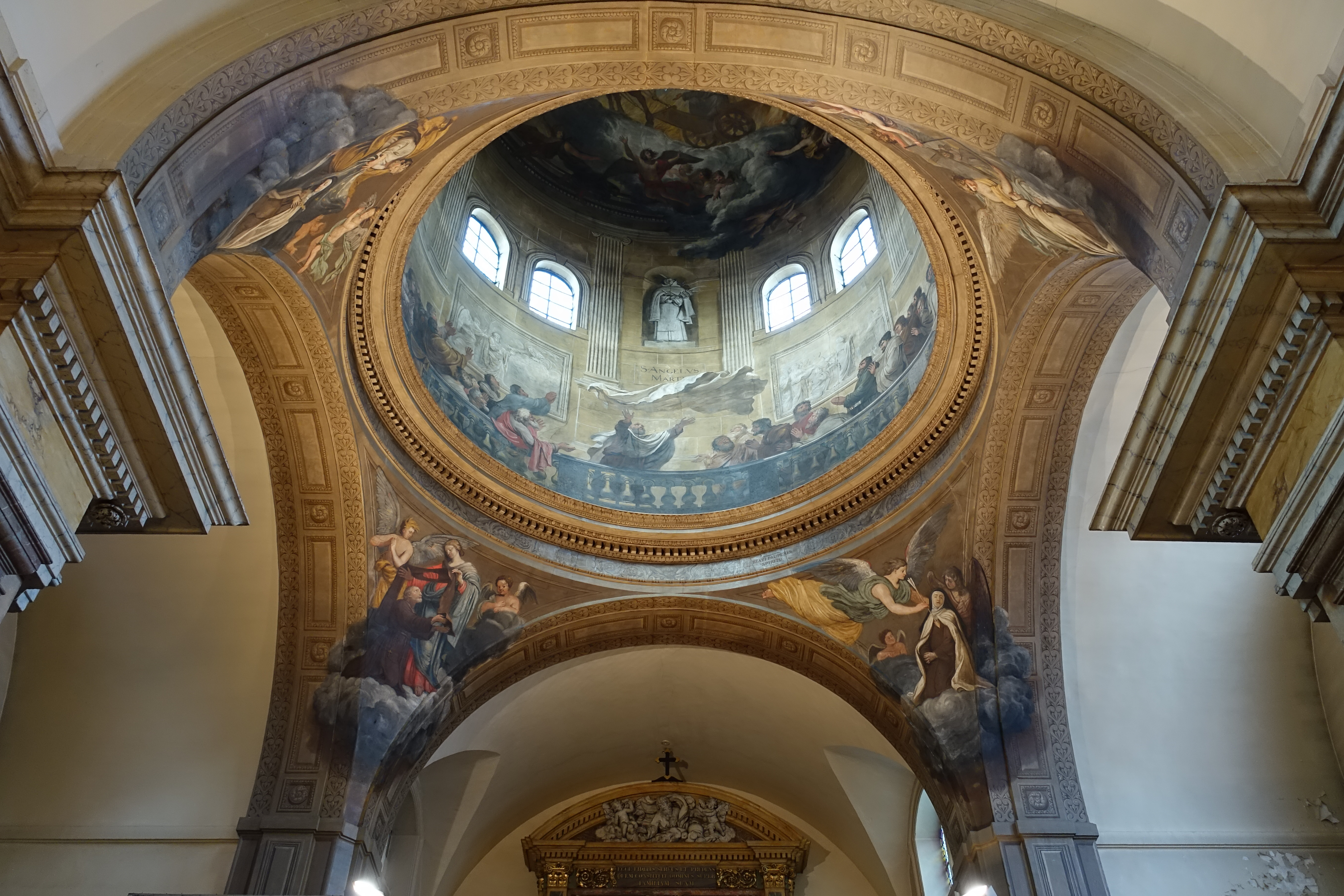
Kuppel mit Trompe-l’œil-Malerei

### Kuppel
Die Kuppel ist mit einer monumentalen Trompe-l’œil-Malerei von Walthère Damery (1614–1678) versehen, auf der der Prophet Elias dargestellt ist, der mit seinem Feuerwagen zum Himmel fährt. Elias, der teilweise als Eremit in der Wüste leben musste, wird von den Karmeliten als Mitbegründer des Ordens verehrt. Hinter einer vorgetäuschten Balustrade betrachten zahlreiche Zuschauer die Szene. Auf den Pendentifs sind berühmte Heilige des Karmeliterordens dargestellt: Theresa von Ávila, Johannes vom Kreuz, Simon Stock und Therese von Lisieux.

## Krypta
In der Krypta sind Ordensbrüder bestattet und es werden die Gebeine der während der Revolution hingerichteten Priester, die als Märtyrer verehrt werden, aufbewahrt. Außerdem befindet sich dort das Grab des 1997 seliggesprochenen Frédéric Ozanam, des Begründers der Vinzenzgemeinschaft.

## Ausstattung
- Der Hauptaltar wird auf beiden Seiten von zwei schwarzen Marmorsäulen flankiert. Das Altarbild, 1624 von Quentin Varin (um 1570–1634) geschaffen, stellt die Präsentation Jesu im Tempel dar. Seitlich stehen die Skulpturen des Propheten Elias und der heiligen Theresa von Ávila.
- In den Sockel des Altars ist ein Marmorrelief aus dem 14. Jahrhundert mit der Darstellung des Letzten Abendmahls integriert. Es stammt vom Altar der ehemaligen, in der Nähe von Pontoise gelegenen Zisterzienserinnenabtei Maubuisson.
- Die Marmorskulptur der Madonna mit Jesuskind in der Marienkapelle stammt von Antonio Raggi (1624–1686), einem Schüler Berninis.
- Die Statue aus Alabaster, ebenfalls in der Marienkapelle, wurde von Gilles Guérin (um 1611–1678) geschaffen und stellt Franz von Paola (1416–1507) dar, den Ordensgründer der Paulaner.
- Die Skulpturen des Apostels Petrus und der Maria Magdalena in der Kapelle der heiligen Theresa sind Werke von Jacques Sarazin (1592–1660).